# Aeroporto di Al-Qasim-Principe Nayef bin 'Abd al-'Aziz
L'Aeroporto di Al-Qasim-Principe Nayef bin 'Abd al-'Aziz (in arabo مطار الأمير نايف بن عبد العزيز الإقليمي‎?) (IATA: ELQ, ICAO: OEGS), ufficialmente noto con il nome commerciale di Prince Nayef bin Abdulaziz Airport, è un aeroporto definito come nazionale dalle autorità dell'aviazione civile saudite situato nella provincia di al-Qasim, 25 km a Ovest della città di Burayda, in Arabia Saudita. La struttura è intitolata a Nāyef bin ʿAbd al-ʿAzīz Āl Saʿūd (1933-2012), Principe della Corona dell'Arabia Saudita.